# Masan
Masan é uma cidade da Coreia do Sul localizada na província de Gyeongsang do Sul.

## Cidades-irmãs

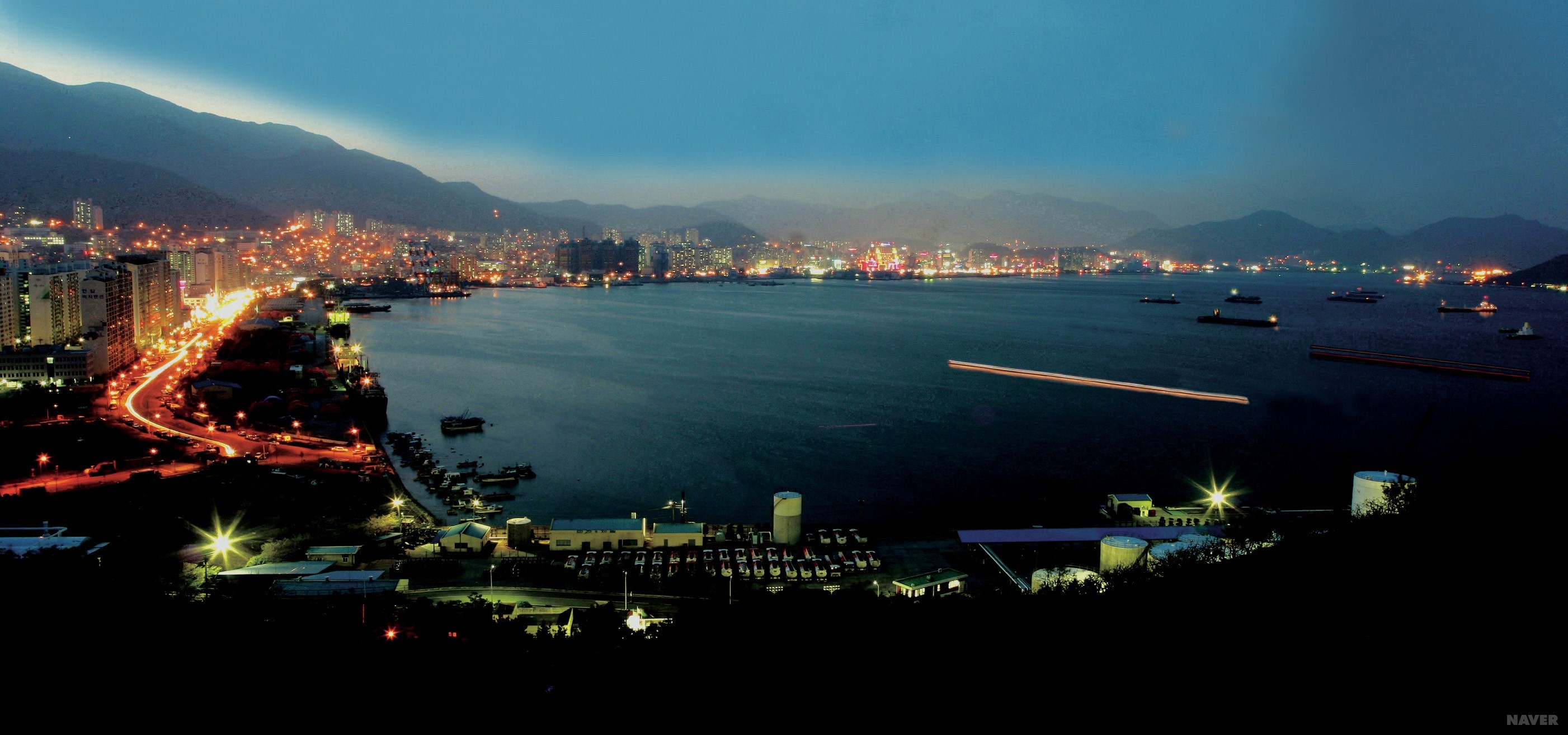
Vista aérea do porto de Masan.

- Jacksonville
- Houston
- Mokpo
- Shulan
- Zapopan
- Himeji
- Ussuriisk[1]Vista aérea do porto de Masan.